# NPO Energomasch

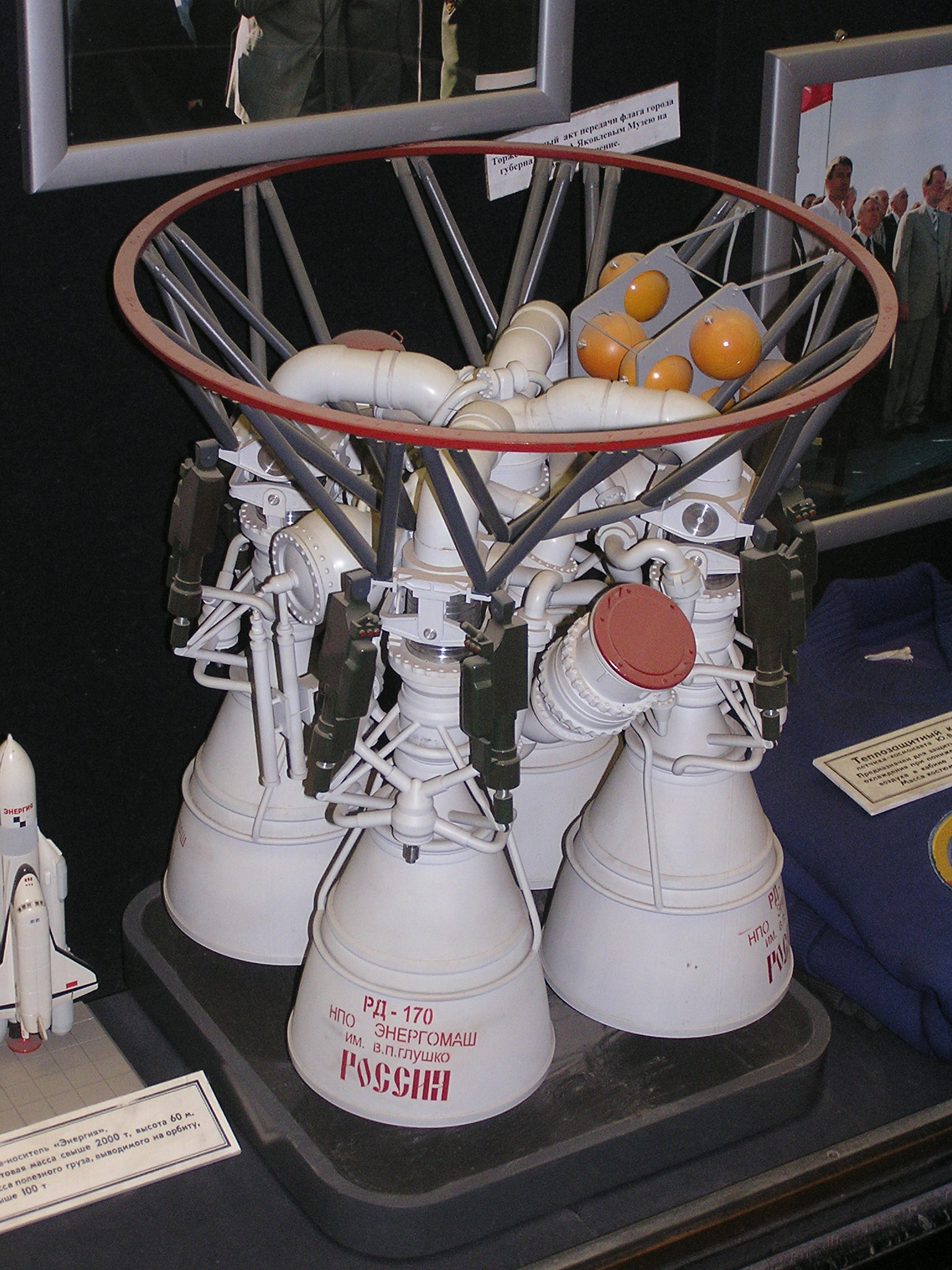
Modell des RD-170

NPO Energomasch „W.P. Gluschko“ (russisch НПО Энергомаш имени академика В.П.Глушко) ist ein russisches Unternehmen, das hauptsächlich auf die Entwicklung und Produktion von Raketentriebwerken spezialisiert ist. NPO Energomasch hat seinen Hauptsitz in Chimki sowie Zweigstellen in Samara, Perm und Sankt Petersburg und beschäftigt über 5000 Menschen. Ursprünglich 1946 als OKB-456 gegründet, wurde das Unternehmen für Flüssigkeitsraketenantriebe, z. B. die RD-107, RD-170 und RD-180 bekannt. Diese Triebwerke wurden in Raketen wie der R-7, Proton, Sojus, Energija und Atlas V verwendet. NPO Energomasch bekam im Mai 1991 im Gedenken an seinen Chefentwickler Walentin Petrowitsch Gluschko seinen heutigen Namen.